# Попова улица (Екатеринбург)
Попо́ва у́лица — исчезнувшая улица в жилом районе «Центральный» Кировского административного района Екатеринбурга.

## История
Улица проходила параллельно Соборной улице между современными улицами Первомайской и Почтовым переулком. Происхождение названия улицы не установлено, но вероятнее всего, она была названа по фамилии одного из первых поселенцев Конюшенной слободы. Другая улица Попова существует в современном Екатеринбурге, но она названа в честь А. С. Попова. 
Застройка по улице стала формироваться в первые годы существования Екатеринбурга, по мере развития Конюшенной слободы как выход из неё в Асессорскую слободу. Впервые Попова улица отмечена на плане Екатеринбурга 1737 года, на всех более поздних планах города вплоть до 1810 года трассировка улицы также обозначена. В первой половине XIX века была застроена.